# Cherchez le garçon
Cet article concerne l'album de Taxi Girl. Pour le film de Dorothée Sebbagh, voir Chercher le garçon.
Pour l’article homonyme, voir Cherchez le garçon (chanson).
Albums de Taxi Girl
Seppuku
(1982)
Cherchez le garçon est le premier album du groupe Taxi Girl sorti en 1980. Il regroupe sept morceaux sortis les mois précédents sur des EP ou des 45 tours. Le single de la chanson titre s'est vendu à plus de 300 000 exemplaires.
Il est réalisé par Maxime Schmitt, avec Andy Scott au poste d'ingénieur du son.

## Réception
Selon l'édition française du magazine Rolling Stone, cet album est le 95e meilleur album de rock français.

## Liste des titres
1. Petit Jardin chinois - (Daniel Rozoum / Mirwais Ahmadzaï / Stéphane Erard) - 3:30
2. Cherchez le garçon - (Daniel Rozoum / Laurent Bielher) - 4:07
3. V2 sur mes souvenirs - (Daniel Rozoum / Mirwais Ahmadzaï) - 6:48
4. Cherchez le garçon (solitaire) - (Daniel Rozoum / Laurent Bielher) - 3:05
5. S.O.S. Mannekin - (Daniel Rozoum / Mirwais Ahmadzaï) - 4:50
6. Les Yeux des amants - (Daniel Rozoum / Mirwais Ahmadzaï) - 5:03
7. Triste Cocktail - (Laurent Bielher) - 5:10

Sur l'étiquette centrale du 33 tours, Petit Jardin chinois et S.O.S. Mannekin apparaissent sous les titres Jardin chinois et Mannequin.

## Membres du groupe
- Daniel Darc : chant
- Stass : guitares
- Stefan (Stéphane Erard) : basse
- Laurent Sinclair : claviers
- Pierre Wolfsohn : batterie

## Titres extraits de l'album
- Man'quin / Les Yeux des amants / Triste cocktail (EP 3 titres) - 1979
- Mannequin / Les Yeux des amants (45 tours) - 1980
- Cherchez le garçon / Jardin chinois / V2 sur mes souvenirs (EP 3 titres) - 1980
- Cherchez le garçon / Cherchez le garçon (solitaire) (45 tours) - 1980
- Jardin chinois (nouvelle version) / Jardin chinois (version III) (45 tours) - 1981